# Isabelle Eberhardt
Isabelle Eberhardt (Meyrin (Zwitserland), 17 februari 1877 - Aïn Sefra (Algerije), 21 oktober 1904) was een Zwitsers-Russische ontdekkingsreizigster en schrijfster die een avontuurlijk leven heeft geleid in Noord-Afrika.

## Biografie
Isabelle Eberhardt was een onwettige dochter van Nathalie Eberhardt en Alexandre Trophimowsky. Ze was een buitengewoon onafhankelijke vrouw, die de conventionele Europese moraal afwees, haar eigen weg koos. Ze huwde met Silimène Ehni en bekeerde zich tot de islam. Ze werd journaliste bij La Dépêche algérienne en l'Akhbar.
Onder de schuilnaam Si Mahmoud zwierf zij te paard door de woestijn en bezocht de islamitische heilige plaatsen. Haar reizen betaalde ze met het schrijven voor Europese kranten.
Eberhardt stierf op 27-jarige leeftijd, toen haar hutje werd meegesleurd door een plotseling optredende modderstroom. Haar dagboeken zijn na de overstroming teruggevonden en ook in het Nederlands vertaald. Haar geschriften, waarin ze het opnam voor de armen, verschenen allemaal na haar tragische dood.

## Trivia
- De Australiër Ian Pringle maakte in 1992 een film over haar.

## Werken
- 1906 - Dans l'ombre chaude de l'islam. Paris, Charpentier et Fasquelle
- 1908 - Notes de route
- 1915 - Contes et paysages. Textes originaux. Paris, Connaissance
- 1923 - Mes journaliers. In: Collection "Les textes", éd. par la Maison à l'enseigne "La connaissance" 4
- 1988-1990 - Œuvres complèt. Paris, Grasset. Bestaat uit: Écrits sur le sable ISBN 2-246-39221-7; Écrits sur le sable (nouvelles et roman) ISBN 2-246-39231-4